# Ardipithecus ramidus
Ardipithecus ramidus (del afar ardi 'suelo', del gr. pithekos 'mono' y del afar ramid 'raíz') es una especie extinta de homínido, probablemente un hominino (primate bípedo) y quizá un ancestro del ser humano. Ardipithecus ramidus es una especie de australopitecino de la región Afar, en la Etiopía del Plioceno temprano, hace 4,4 millones de años. 
A diferencia de los homínidos modernos, A. ramidus presenta adaptaciones tanto para caminar sobre dos piernas (bipedismo) como para la vida en los árboles (arboralidad). Con todo, no habría sido ni tan eficiente en la bipedación como los humanos, ni en la arboralidad como los grandes simios no humanos. Su descubrimiento, junto con el de simios del Mioceno, ha modificado la interpretación académica respecto al último ancestro común de los chimpancés y los humanos, que ha pasado de la idea de que tal se parecía mucho a los chimpancés, orangutanes y gorilas actuales a la de que fue una criatura sin un análogo anatómico moderno.
La anatomía facial sugiere que los machos de A. ramidus eran menos agresivos que los chimpancés modernos, lo que se correlaciona con mayor cuidado parental y monogamia en primates. También se ha sugerido que fue uno de los primeros antepasados humanos en utilizar un proto-lenguaje, posiblemente capaz de vocalizar al mismo nivel que un bebé humano. Esto se basa en evidencia de arquitectura craneal, ángulo de base craneal y dimensiones del tracto vocal similares a los de los seres humanos, todos los cuales son pedomórficos en A. ramidus en comparación con los chimpancés y los bonobos. Esto sugiere que la tendencia hacia formas pedomórficas o juveniles, evidente en la evolución humana, puede haber comenzado con A. ramidus. Dadas estas características únicas, se ha argumentado que en A. ramidus podemos tener la primera evidencia de formas de comportamiento social similares a las humanas, socialidad mediada vocalmente, así como mayores niveles de prosocialidad a través del proceso de autodomesticación, todo lo cual parece estar asociado con los mismos cambios subyacentes en la arquitectura del cráneo. Los A. ramidus parecen haber habitado bosques y corredores de arbustos entre sabanas, y eran omnívoros generalizados.

## Taxonomía

Mapa de localizaciones de descubrimientos de varios australopitecinos.

Los primeros restos de A. ramidus fueron descritos en 1994 por el antropólogo estadounidense Tim D. White, el paleoantropólogo japonés Gen Suwa y el paleontólogo etíope Berhane Asfaw. El espécimen holotipo, ARA-VP-6/1, comprendía un conjunto asociado de 10 dientes, y se identificaron otros 16 paratipos, preservando también fragmentos de cráneo y brazos. Fueron desenterrados en los yacimientos de 4,4 millones de años de la región Afar, en Aramis (Etiopía), entre 1992 y 1993, lo que los convirtió en los restos de homínidos más antiguos para la época, superando al Australopithecus afarensis. Inicialmente lo clasificaron como Australopithecus ramidus, este nombre de especie derivado de ramid («raíz» en lengua afar). En 1995, hicieron una corrección recomendando que se clasificara en un género separado, Ardipithecus; el nombre deriva del afar ardi «tierra» o «suelo». La hembra ARA-VP 6/500 («Ardi»), de 4,4 millones de años de antigüedad, es el espécimen más completo.
Entre 1993 y 2003 se desenterraron fósiles de al menos nueve individuos de A. ramidus en As Duma, margen occidental de Gona, en Afar. Los fósiles se dataron hace entre 4,32 y 4,51 millones de años.
En 2001, el paleoantropólogo etíope Yohannes Haile-Selassie clasificó los fósiles de 6,5-5,5 millones de años del Awash medio como una subespecie de A. ramidus. En 2004, Haile-Selassie, Suwa y White la clasificaron en su propia especie, A. kadabba. Se considera que A. kadabba fue el antepasado directo de A. ramidus, lo que convierte a Ardipithecus en una cronoespecie.
Las afinidades exactas de Ardipithecus han sido objeto de debate. White, en 1994, consideró que A. ramidus estaba más emparentado con los seres humanos que con los chimpancés, si bien señaló que era el homínido fósil más simiesco hasta la fecha. En 2001, la paleontóloga francesa Brigitte Senut y sus colegas lo alinearon más estrechamente con los chimpancés, pero esto ha sido refutado. En 2009, White y sus colegas reafirmaron la posición de Ardipithecus como más estrechamente relacionado con los humanos modernos basándose en la similitud dental, una base del cráneo corta y adaptaciones para la bipedestación. En 2011, el primatólogo Esteban Sarmiento afirmó que no hay pruebas suficientes para asignar Ardipithecus a Hominini (que comprende tanto a los humanos como a los chimpancés), pero sus afinidades más estrechas con los humanos se han reafirmado en los años siguientes. White y sus colegas consideran que estaba estrechamente emparentado o era el antepasado del Australopithecus anamensis, temporalmente cercano y antepasado de Au. afarensis.
Antes del descubrimiento de Ardipithecus y otros homininos anteriores al Australopithecus, se suponía que el último ancestro común chimpancé-humano y los simios precedentes se parecían mucho a los chimpancés, orangutanes y gorilas actuales, lo que significaría que estos tres han cambiado muy poco a lo largo de millones de años. Su descubrimiento llevó a postular que los grandes simios modernos, al igual que los humanos, desarrollaron varias adaptaciones especializadas a su entorno (tienen morfologías muy derivadas), y que sus antepasados estaban comparativamente poco adaptados para el comportamiento suspensorio o a caminar con los nudillos, y no tenían una dieta tan especializada. Asimismo, se pensaba que los orígenes de la bipedación se debían a un cambio de un entorno forestal a uno de sabana, pero la presencia de homínidos bípedos pre-Australopithecus en zonas boscosas ha puesto esto en duda, si bien habitaban corredores boscosos cerca de las sabanas o entre ellas. También es posible que Ardipithecus y pre-Australopithecus fueran ramificaciones aleatorias de la línea de los homínida.

## Registro fósil
Esta especie fue definida por Tim White y su equipo a partir del descubrimiento en África Oriental en los años 1992-1993 de unos maxilares. Los restos fósiles tienen una antigüedad de 4,4 millones de años y el hábitat en el que se desarrollaron era arbolado y húmedo. La polémica en torno a estos restos se centró en si esta especie pertenecía a la rama de los homínidos bípedos (homininos) o quedaba fuera junto con los simios antropomorfos. 
En enero de 2005 se informó del descubrimiento de los restos de por lo menos nueve individuos clasificados como Ardipithecus ramidus, de entre 4,4 y 4,1 millones de años de antigüedad, en As Duma, al norte de Etiopía, por el equipo de la Universidad de Indiana dirigido por Sileshi Semaw. El aspecto de un metatarsiano (hueso correspondiente al pie) encontrado en el yacimiento, demuestra que el animal al cual pertenece probablemente se desplazaba con sus miembros inferiores como un hominino. Según sus descubridores este hallazgo confirma que los homínidos definitivamente caminaban erguidos sobre dos pies hace 4,5 millones de años.
En octubre de 2009 se dieron a conocer nuevos restos fósiles de Ardhipithecus ramidus hallados en el valle de Afar (Etiopía) a unos 75 km al norte de donde se halló Lucy (Australopithecus afarensis) en 1974; en concreto se han hallado un total de 235 restos de por lo menos 36 especímenes, la mayoría de los cuales pertenecen a una hembra adulta de 4,4 millones de años de antigüedad, apodada "Ardi"; a partir de ellos se ha podido reconstruir gran parte del esqueleto lo que arroja nueva luz sobre la posición de A. ramidus en el árbol evolutivo humano.

## Anatomía
- Altura: 120 cm - 150cm[16]
- Peso: 50 kg
- Volumen cerebral: 350 cm³
- Base del cráneo: Alargada
- Orificio occipital: Posterior
- Prognatismo: prominente
- Dentición: Entre hominino y simio antropomorfo
  - Incisivos: Grandes
  - Molares: Cuadrados
  - Caninos: Forma de diamante
  - Esmalte: Fino

Tras el descubrimiento del esqueleto casi completo de Ardi se han podido resolver algunas dudas sobre esta especie; así, la forma de la parte superior de la pelvis indica que era bípedo y que caminaba con la espalda recta, pero la forma del pie, con el dedo gordo dirigido hacia adentro (como en las manos) en vez de ser paralelo a los demás dedos, indica debía caminar apoyándose sobre la parte externa de los pies y que no podría recorrer grandes distancias.
Los caninos superiores en forma de diamante de Ardipithecus ramidus son mucho más parecidos a los humanos que los caninos en "V" de los chimpancés, que como los de los demás simios son mayores en los machos, que los usan en las luchas entre ellos. Los machos Ardipithecus, como los humanos, tenía los colmillos reducidos de tamaño y similares a los de las hembras, lo cual según Lovejoy debió relacionarse con cambios decisivos en los comportamientos sociales. Sin embargo, en su aspecto general, la criatura probablemente se parecía más a un simio que a un humano.

## Hábitat y alimentación
Ardipithecus ramidus vivía en bosques con pequeños claros, alimentándose tanto en los árboles como en el suelo. Probablemente tuviera una dieta más omnívora que la de los actuales chimpancés —principalmente frugívoros—, como se deduce de análisis isotópicos del suelo, dientes y otras muestras.

## Sistemática  y filogenia
Algunos paleoantropólogos clasifican a Ardipithecus kadabba como  Ardipithecus ramidus kadabba, una subespecie de A. ramidus, pero para otros la dentición algo más primitiva de A. kadabba obliga a diferenciarlo de A. ramidus.
Es posible que Ardipithecus ramidus fuera descendiente de Orrorin tugenensis y, a su vez, ancestro de los Australopithecus, por tanto es probable que el mismo sea antepasado de Homo sapiens.